# Parafia św. Michała Archanioła w Murmańsku
Parafia św. Michała Archanioła w Murmańsku – rzymskokatolicka parafia znajdująca się w archidiecezji Matki Bożej w Moskwie w regionie Północno-Zachodnim. Posługę duszpasterską w parafii sprawują ojcowie klaretyni.

## Historia
W 1916 proboszcz parafii w Pietrozawodsku wystąpił do władz o zgodę na budowę kaplicy katolickiej w Romanowie na Murmaniu, gdzie mieszkało wtedy ok. 400 katolików. Wybuch rewolucji październikowej pokrzyżował jednak te plany.
18 czerwca 1991 administrator apostolski Europejskiej Części Rosji bp Tadeusz Kondrusiewicz erygował parafię św. Michała Archanioła w Murmańsku. Początkowo działalność parafii była bardzo ograniczona. Kapłan przyjeżdżał z Petersburga mniej więcej raz w roku. W odpowiedzi na apel murmańskich wiernych 17 kwietnia 2000 bp Kondrusiewicz mianował proboszczem murmańskim o. Juana Emilio Sarmiento CMF. Został on pierwszym kapłanem katolickim na stałe rezydującym w Murmańsku. Początkowo liturgia odbywała się w wynajmowanych pomieszczeniach. W 2001 rozpoczęto starania o budowę kościoła, która rozpoczęła się w 2006 i zakończyła rok później. 11 listopada 2007 kościół św. Michała Archanioła w Murmańsku został konsekrowany przez nuncjusza apostolskiego w Rosji abpa Antonio Menniniego.